# Gateway Arch
De Gateway Arch (ook wel St. Louis Arch of Gateway to the West genoemd) is een 192 meter hoog, boogvormig monument in de Amerikaanse stad St. Louis. Het monument werd tussen 1963 en 1965 gebouwd en is sindsdien een karakteristiek herkenningspunt voor de skyline van St. Louis.
De Gateway Arch werd gebouwd ter herinnering aan de westwaartse expansie van de Verenigde Staten tussen de jaren 1803 (Aankoop van Louisiana) en 1890 (Bloedbad van Wounded Knee). Het monument is daarom ook symbolisch ontworpen als een letterlijke poort (gateway) naar het westen. Het staat toepasselijk aan de westelijke oever van de Mississippi, de rivier die hier de grens vormt tussen de staten Missouri en Illinois.
De boog is het centrale kunstwerk in het Gateway Arch National Park (voorheen het Jefferson National Expansion Memorial) en is opgenomen in het National Register of Historic Places. Onder de boog bevindt zich een bezoekerscentrum met het Museum of Westward Expansion. Boven in het monument zelf bevindt zich een observatiedek, dat een uitzicht biedt over de wijde omgeving.

## Bouwwerk
Het bouwwerk werd ontworpen door Eero Saarinen en Hannskarl Bandel. Het heeft de vorm van een wiskundige kettinglijn en is gebouwd met behulp van dubbelwandig roestvast staal en gewapend beton. De doorsnede is overal driehoekig. Het is 192 meter hoog en aan de basis ook 192 meter breed. De bouw duurde van 12 februari 1963 tot 28 oktober 1965 en kostte 15 miljoen dollar. Het is het op een na hoogste gebouw van de staat Missouri. Het hoogste is het One Kansas City Place in Kansas City. Binnenin het monument kunnen de bezoekers naar het bovenin gelegen observatiedek.

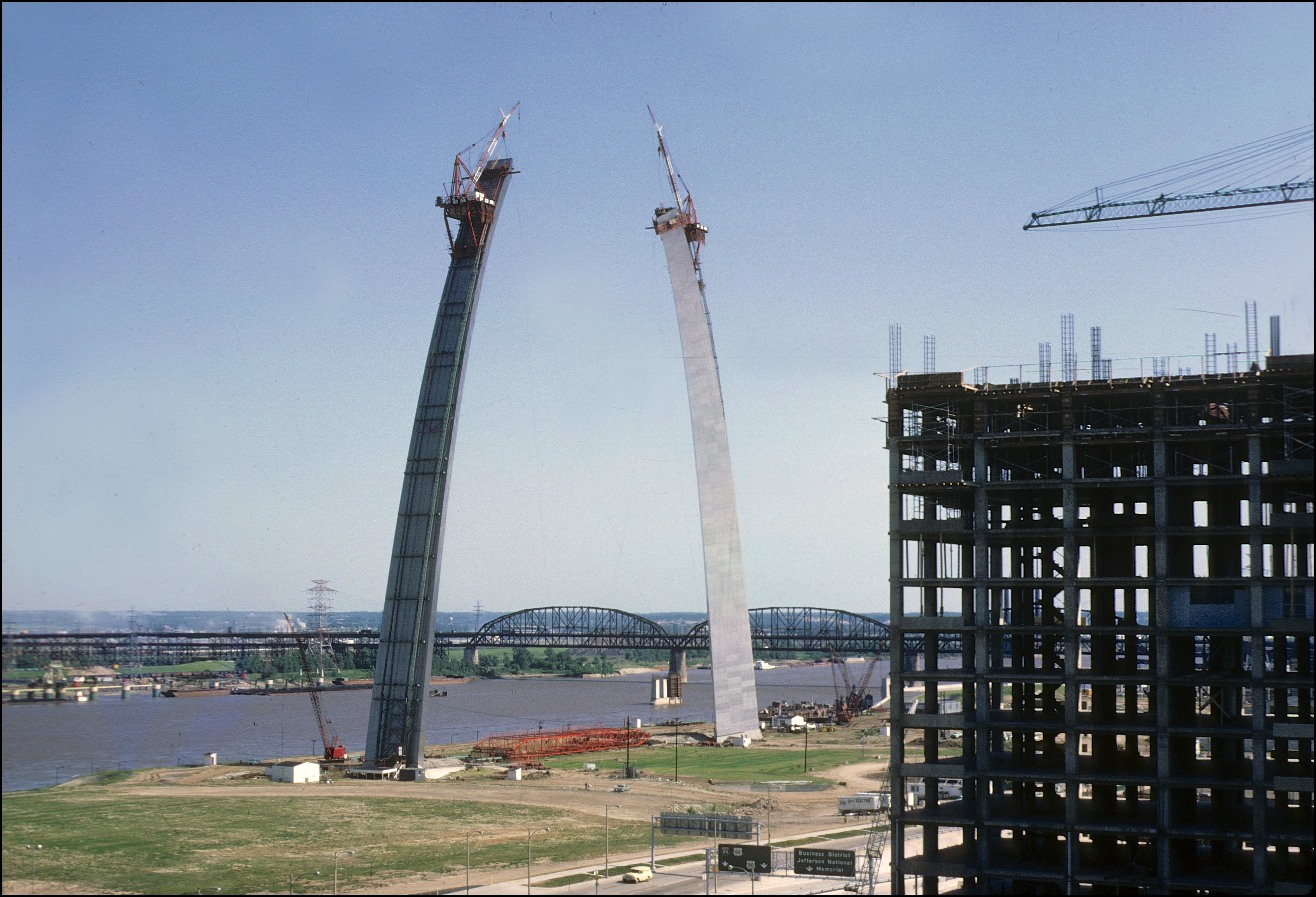
De boog in aanbouw
(juni 1965)

## Trivia
- Sinds de oplevering zijn 11 vliegtuigen onder de Gateway Arch doorgevlogen.
- De Gateway Arch staat afgebeeld op het kwartje van Missouri.
- De boog komt in ten minste 7 videospellen voor: het is te plaatsen in Simcity 4 en Cities: Skylines en is aanwezig in Deathtrack, Grand Theft Auto III, The Crew, Red Alert 2 en Starfield.

## Galerij

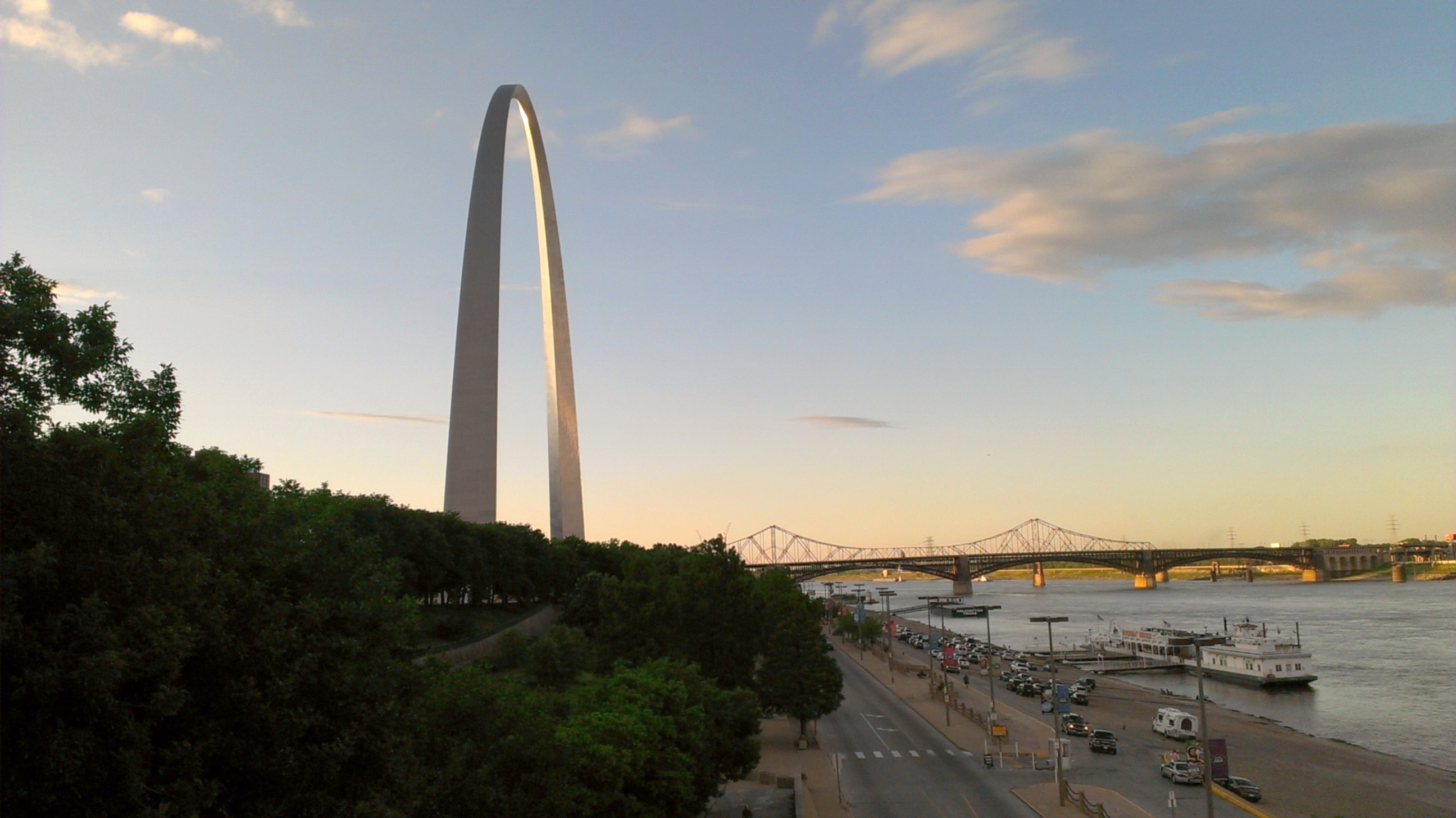
De boog en de rivier de Mississippi
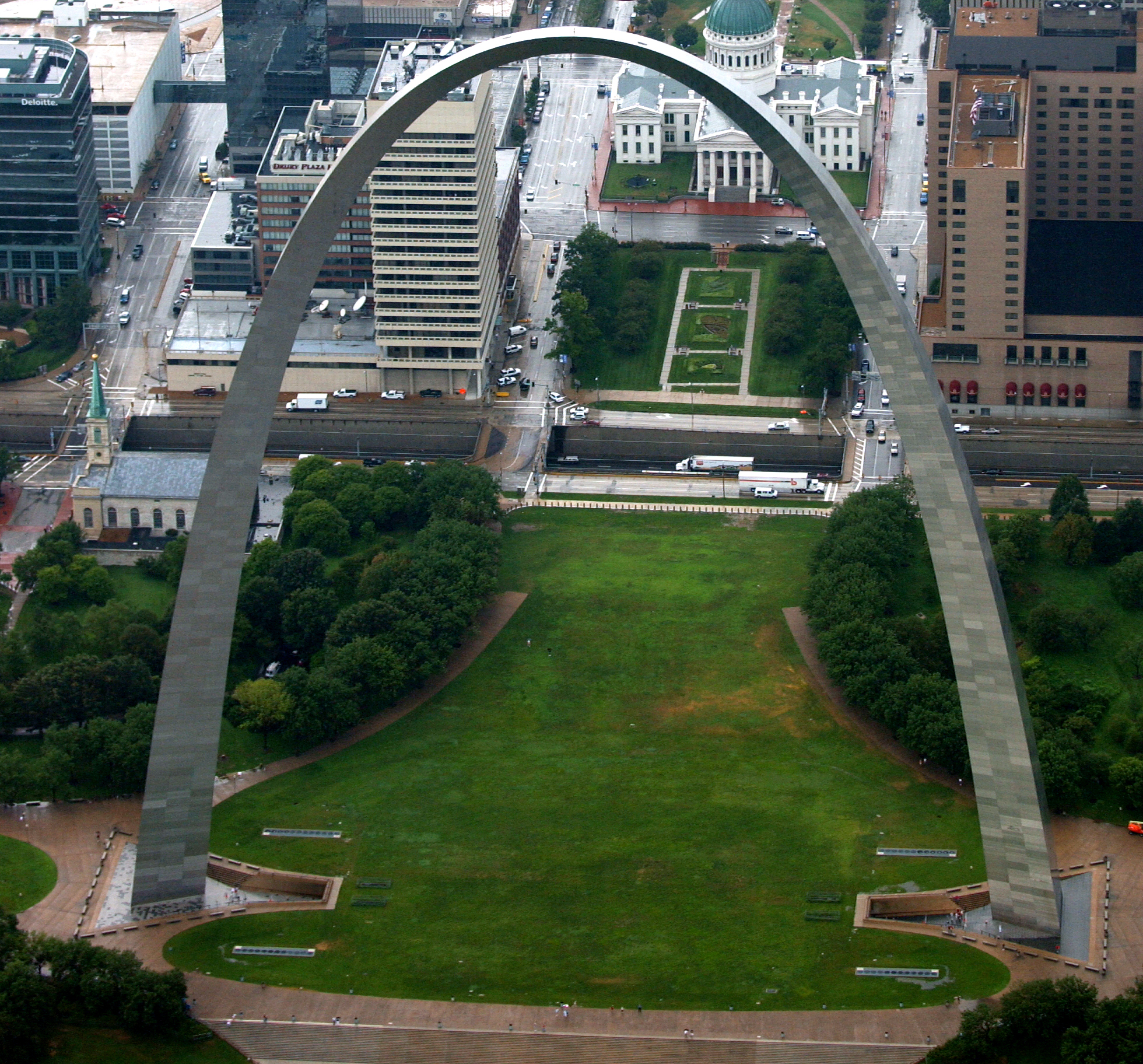
Luchtfoto
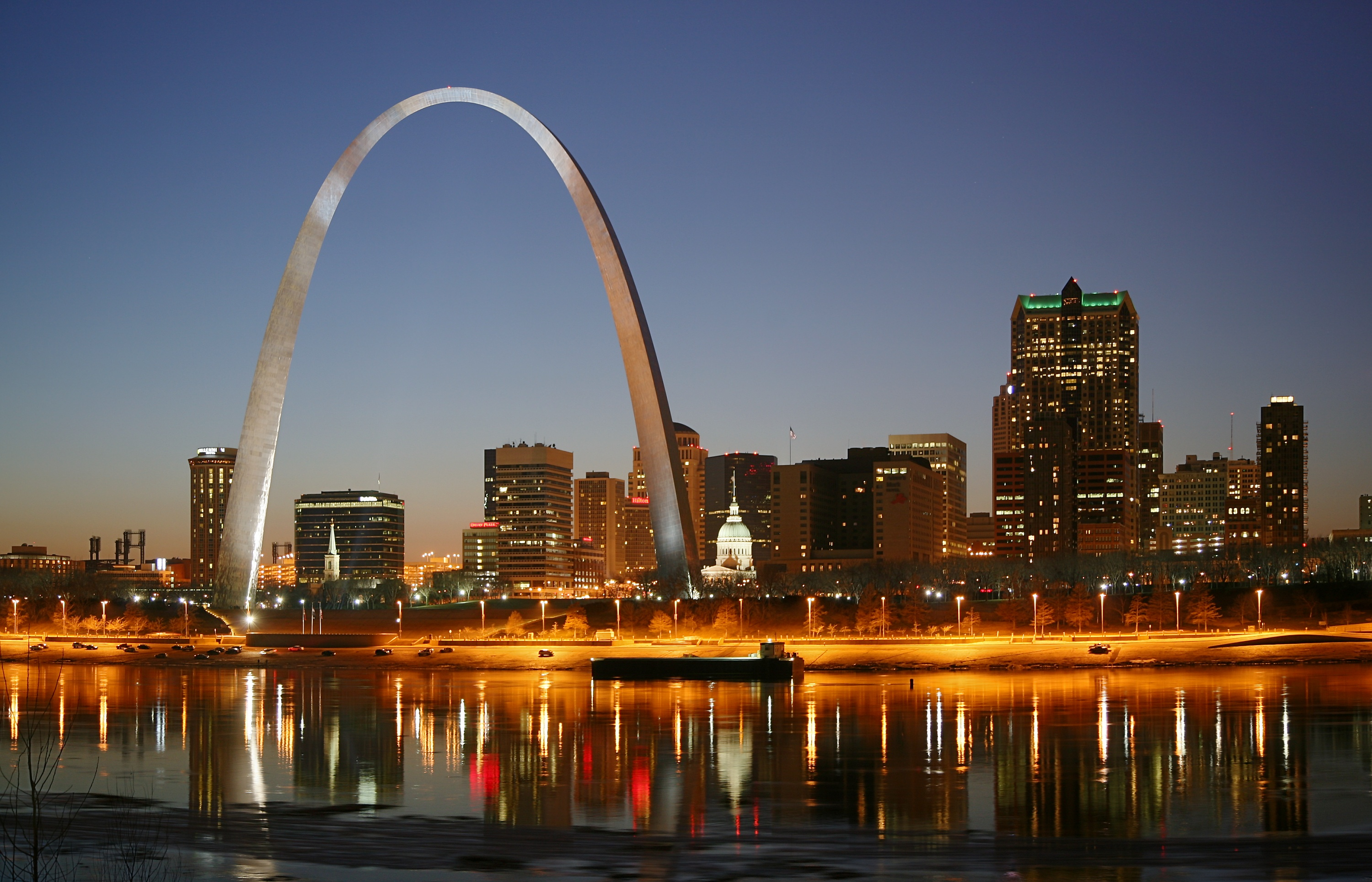
Het monument bij nacht
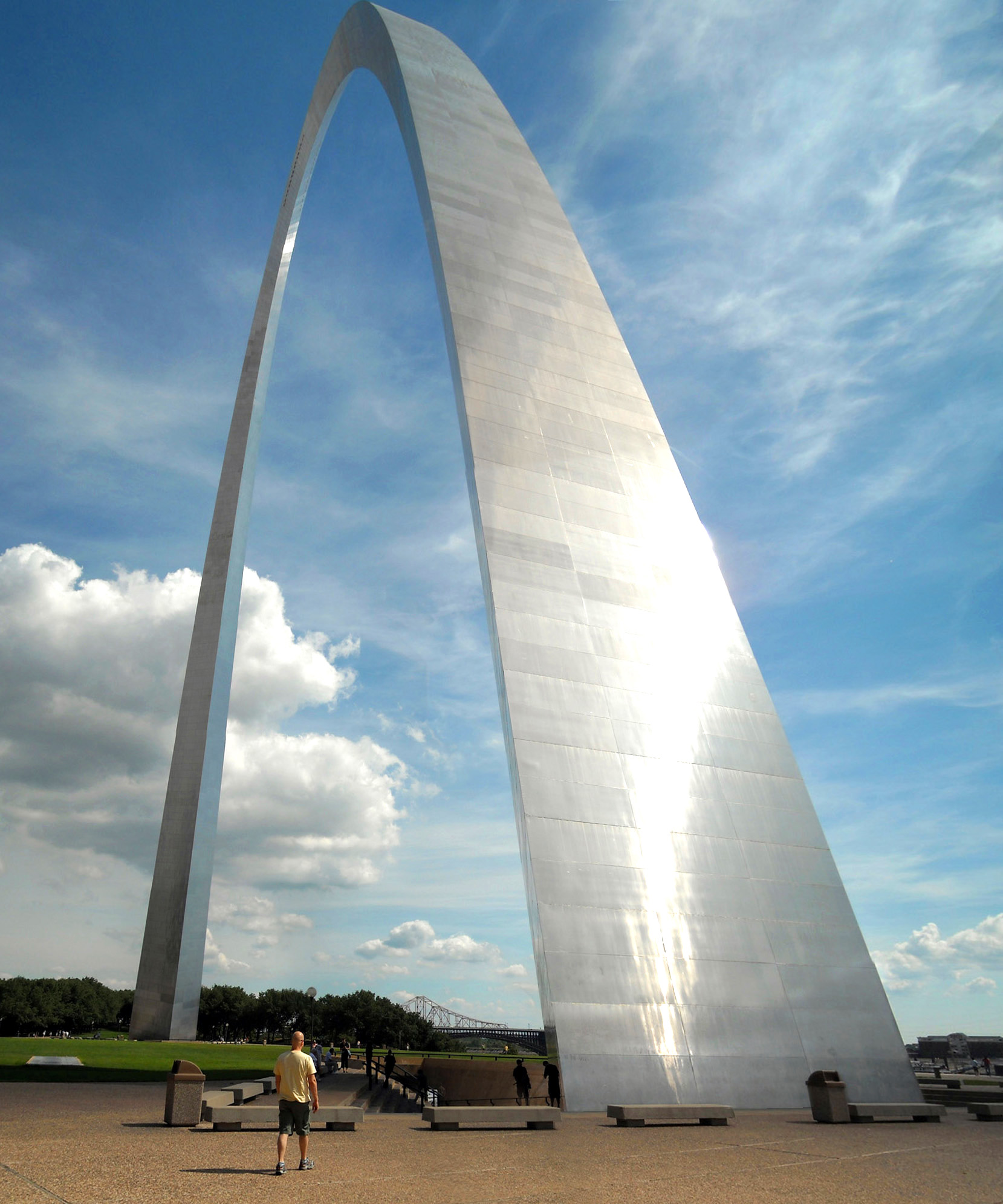
Foto vanaf de voet
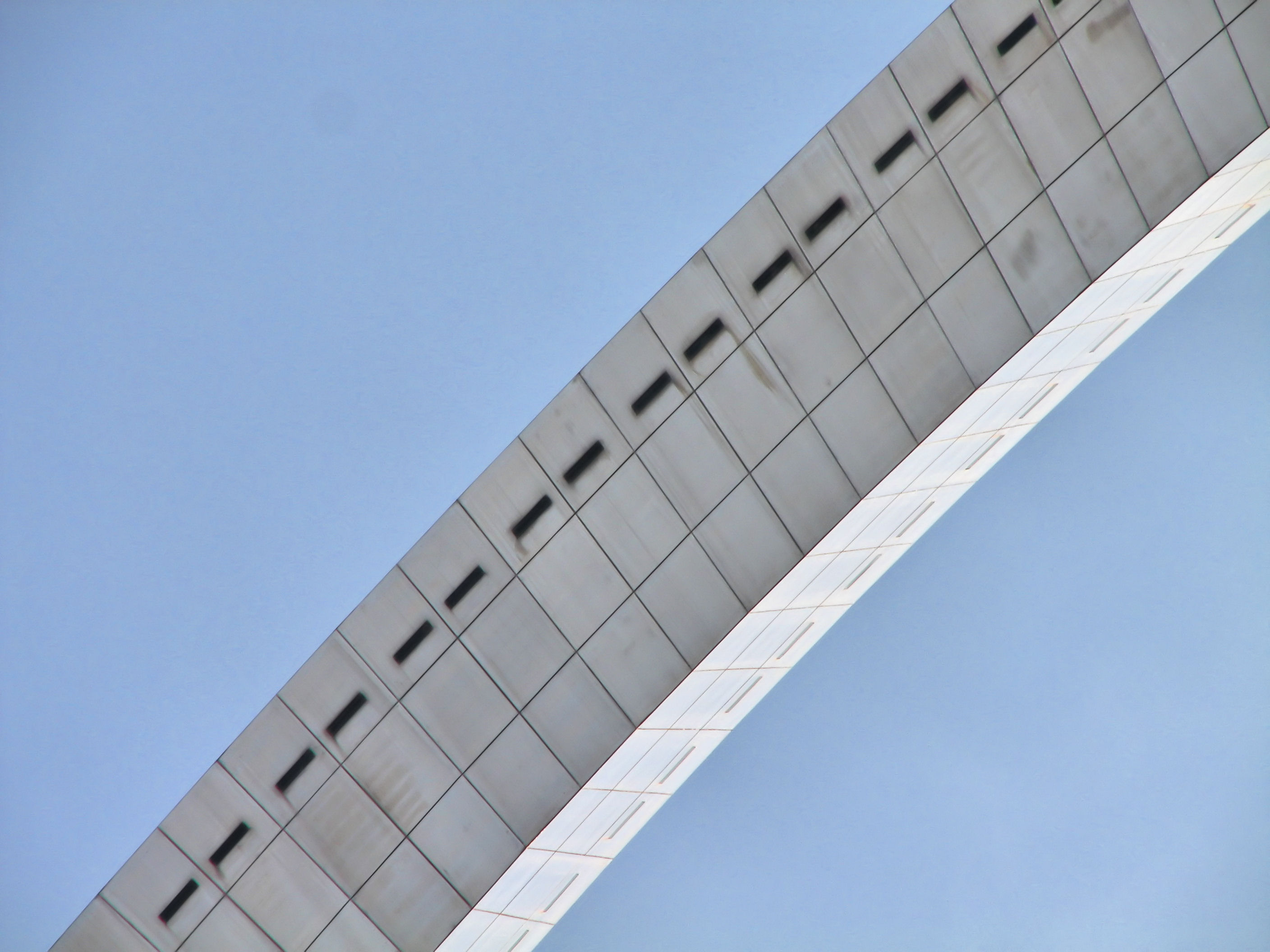
Observatiedek (buiten)
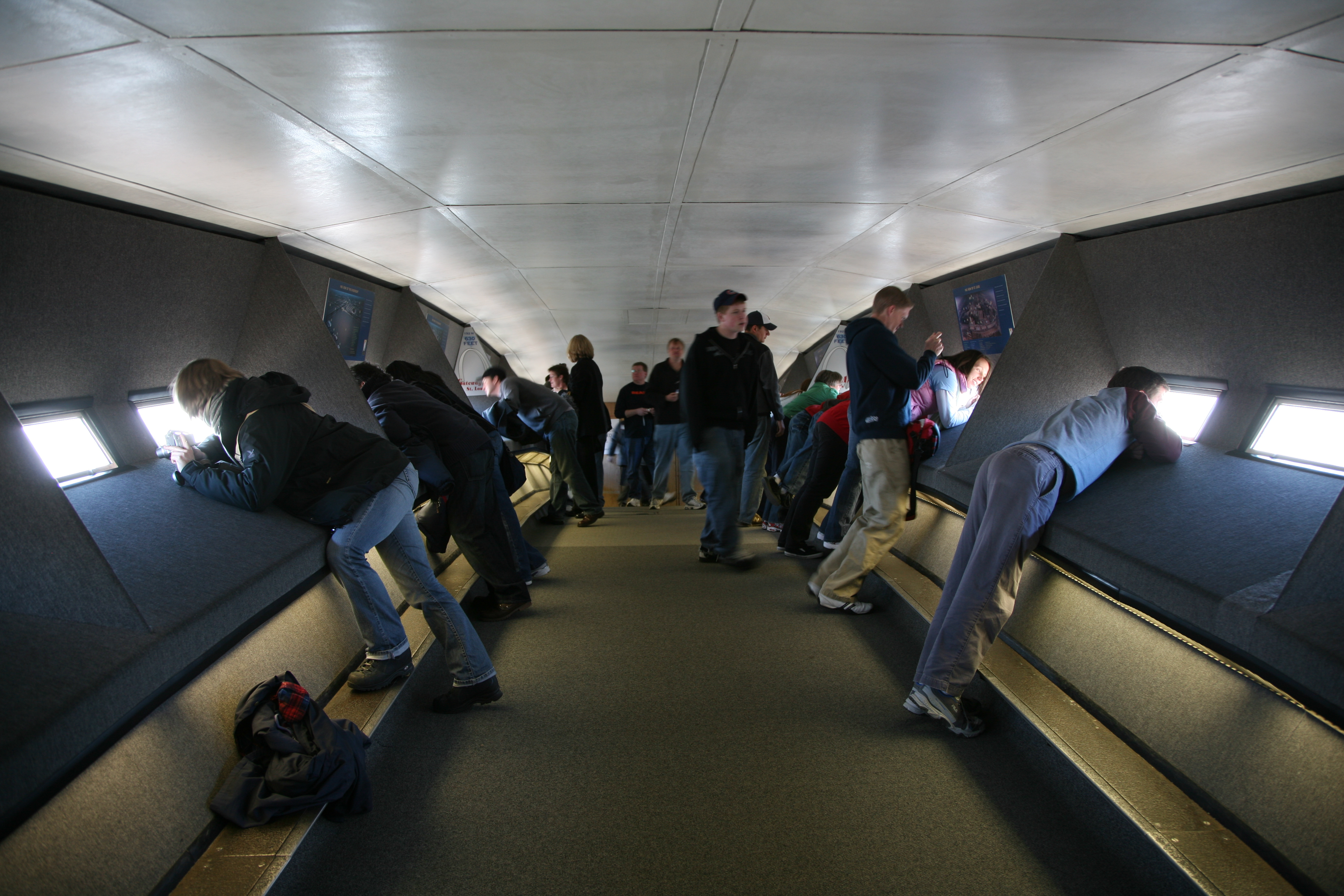
Observatiedek (binnen)
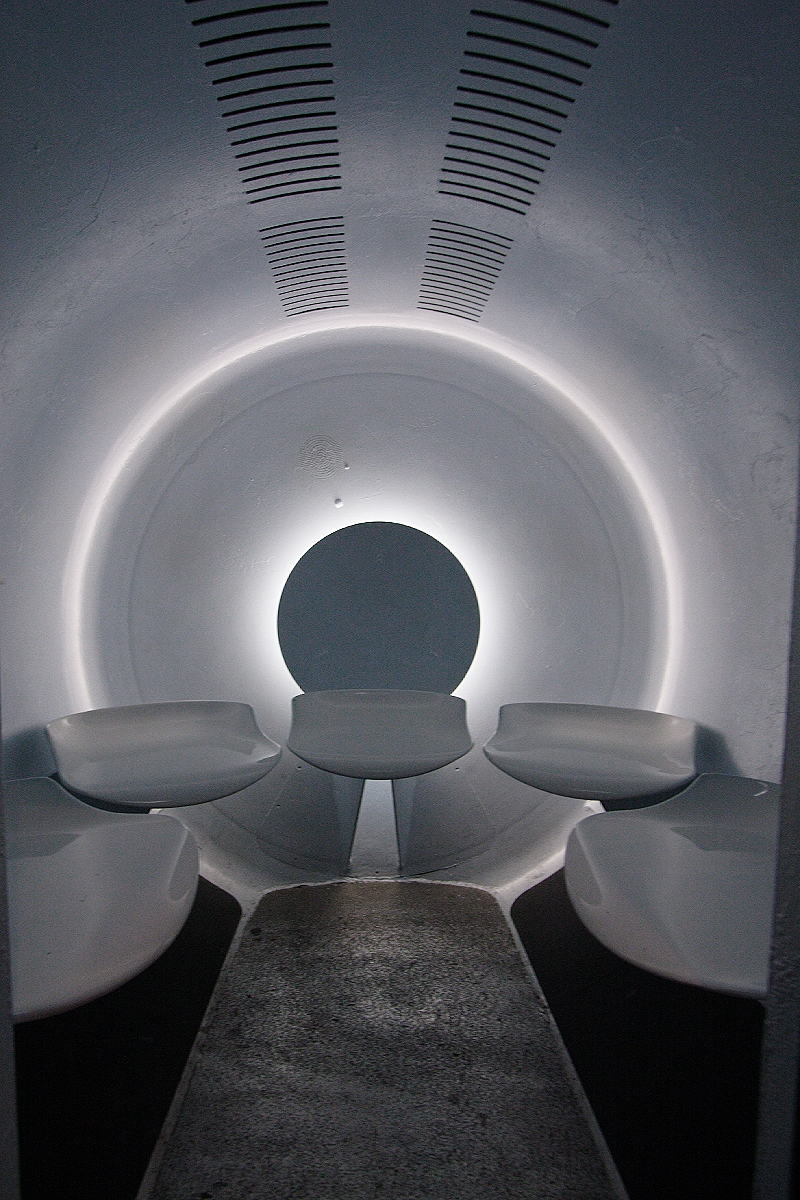
Binnenkant van de lift
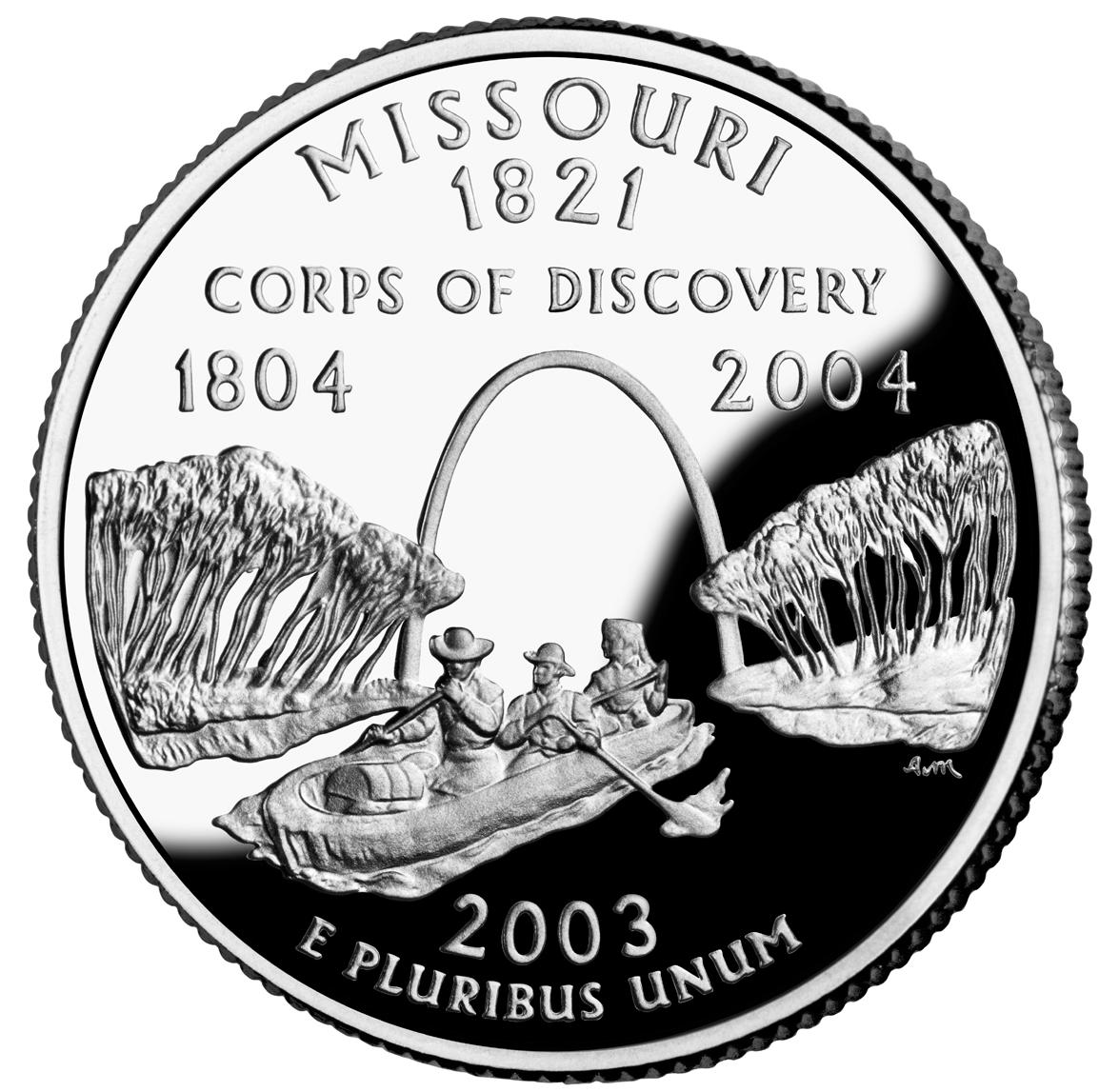
De Gateway Arch, weergegeven op een US-Dollar-kwartje